# 简明不列颠百科全书
《简明不列颠百科全书》（英語：Micropædia）是《大英百科全書》中的三個部分之一（另兩部分為《百科詳編》、《百科類目》），在第十五版的《大英百科全書》開始出現，「Micropædia」是從古希臘文中借來的新詞，原意為「指示」或「小的」。該部分主要提供讀者對詞條的簡單入門指引。
《簡明大英百科全書》於1974年時被引進《大英百科全書》，當時的《簡明大英百科全書》共十冊，共102,214個條目，所有的條目嚴格限制在750字以下，該限制到至1985年的版本中放寬，並增加為12冊，但因許多條目合併，只剩約65000條目。